# Соловьёв, Григорий Николаевич
Григо́рий Никола́евич Соловьёв (17 апреля 1908, Кокшамары, Чебоксарский уезд, Казанская губерния, Российская империя ― 15 ноября 1982, Йошкар-Ола, Марийская АССР, РСФСР, СССР) ― советский государственный деятель, инженер-энергетик. Директор городской электростанции / ТЭЦ № 1 г. Йошкар-Олы (1952―1963). Депутат Верховного Совета РСФСР III созыва (1951―1955). Участник Великой Отечественной войны. Член ВКП(б) с 1944 года.

## Биография
Родился 17 апреля 1908 года в д. Кокшамары ныне Звениговского района Марий Эл в крестьянской семье.
В 1924―1929 годах ― масленщик, матрос в Волжском пароходстве.
Учился на рабфаке Казанского государственного университета, в 1934 году окончил Ленинградский индустриальный институт.
В ноябре 1934 года призван в РККА, прослужил до 1936 года.
С 1937 года ― инженер Марийского бумажного комбината в г. Волжске.
В 1941 году вновь призван в РККА. Участник Великой Отечественной войны: командир электротехнического взвода 29 и 30 отдельных батальонов аэродромного обслуживания в Заполярье, воентехник 1 ранга, старший техник-лейтенант. В 1944 году вступил в ВКП(б). Демобилизовался из армии в 1945 году. Награждён медалями, в том числе медалью «За боевые заслуги».
После демобилизации ― в г. Йошкар-Оле Марийской АССР: главный инженер, в 1952―1963 годах ― директор городской электростанции / ТЭЦ № 1.
В 1951―1955 годах избирался депутатом Верховного Совета РСФСР III созыва.
За трудовые достижения награждён орденом «Знак Почёта» и медалями.
Скончался 15 ноября 1982 года в Йошкар-Оле.

## Награды

### Трудовые
- Орден «Знак Почёта» (1951)
- Юбилейная медаль «За доблестный труд. В ознаменование 100-летия со дня рождения Владимира Ильича Ленина» (1970)
- Почётная грамота Президиума Верховного Совета Марийской АССР (1957, дважды; 1958)

### Боевые
- Медаль «За боевые заслуги» (01.07.1943)[3]
- Медаль «За победу над Германией в Великой Отечественной войне 1941—1945 гг.»[3]